# Distretto di Sarız
Il distretto di Sarız (in turco Sarız ilçesi) è uno dei distretti della provincia di Kayseri, in Turchia.
La maggiore risorsa d'acqua è il fiume Sarız, che è un braccio del fiume Seyhan.